# Mark Szewielow
Mark Iwanowicz Szewielow (ros. Марк Иванович Шевелёв, ur. 11 października?/24 października 1904 w Petersburgu, zm. 6 października 1991 w Moskwie) – radziecki lotnik polarny, generał porucznik lotnictwa, Bohater Związku Radzieckiego (1937).

## Życiorys
Był narodowości żydowskiej. Od czerwca 1920 służył w Armii Czerwonej, brał udział w wojnie domowej na Kubaniu, od 1921 należał do RKP(b). W 1925 ukończył Leningradzki Instytut Inżynierów Komunikacji Drogowej, pracował w Cywilnej Flocie Powietrznej ZSRR, od lutego do grudnia 1928 ponownie był w Armii Czerwonej jako technik Naukowo-Badawczego Instytutu Sił Wojskowo-Powietrznych Armii Czerwonej, w 1929 objął kierownictwo sekcji lotniczej kolejno czterech ekspedycji polarnych na Morzu Karskim; nabył wówczas duże doświadczenie lotnika lotnictwa polarnego. W 1933 został szefem lotnictwa Służb Morskich Głównego Zarządu Północnej Drogi Morskiej przy Radzie Komisarzy Ludowych ZSRR, później został szefem Lotnictwa Polarnego Głównego Zarządu Północnej Drogi Morskiej. Podczas przygotowywania pierwszej lotniczej ekspedycji ZSRR na Biegun Północny został wyznaczony zastępcą szefa tej ekspedycji, po czym w maju 1937 umiejętnie kierował lądowaniem w rejonie Bieguna Północnego ekspedycji na czele z Iwanem Papaninem i dostarczeniem sprzętu dla stacji naukowej „Siewiernyj Polus-1”. W styczniu 1939 został zastępcą szefa Głównego Zarządu Północnej Drogi Morskiej ZSRR, w marcu 1941 wraz z kadrą tego zarządu został włączony w szeregi Armii Czerwonej, a po ataku Niemiec na ZSRR mianowany zastępcą dowódcy 81 Lotniczej Dywizji Dalekiego Zasięgu, która brała udział w obronie obszarów podbiegunowych (była sformowana z Lotnictwa Polarnego Głównego Zarządu Północnej Drogi Morskiej ZSRR). W listopadzie 1941 został zastępcą szefa sztabu 3 Lotniczej Dywizji Dalekiego Zasięgu, a w lutym 1942 szefem sztabu Lotnictwa Dalekiego Zasięgu, 5 maja 1942 otrzymał stopień generała majora lotnictwa, a 25 marca 1943 generała porucznika, w kwietniu 1944 zwolniono go do rezerwy Lotnictwa Dalekiego Zasięgu (według jednej wersji, z powodu różnicy zdań z dowódcą Aleksandrem Gołowanowem odnośnie do wykorzystania bojowego Lotnictwa Dalekiego Zasięgu, według innej, z powodu niezadowolenia Stalina z efektywności nalotów dokonywanych przez lotnictwo). W sierpniu 1944 został szefem trasy powietrznej Krasnojarsk-Alaska i jednocześnie członkiem Kolegium Cywilnej Floty Powietrznej ZSRR, po zakończeniu wojny pełnił funkcje w lotnictwie cywilnym ZSRR, od listopada 1946 do stycznia 1953 był zastępcą szefa jego głównego zarządu. Od kwietnia 1953 był pomocnikiem dowódcy, a od stycznia 1954 zastępcą szefa sztabu 23 Armii Powietrznej, w 1955 ukończył wyższe kursy akademickie przy Wyższej Akademii Wojskowej im. Woroszyłowa i został szefem Lotnictwa Polarnego - zastępcą szefa Głównego Zarządu Północnej Drogi Morskiej przy Radzie Ministrów ZSRR, a 1960-1971 szefem Lotnictwa Polarnego Cywilnej Floty Powietrznej ZSRR. Kierował 15 ekspedycjami polarnymi, zorganizował i brał udział w 24 ekspedycjach polarnych. W latach 1937–1950 był deputowanym do Rady Najwyższej ZSRR 1 i 2 kadencji.

## Odznaczenia
- Złota Gwiazda Bohatera Związku Radzieckiego (27 czerwca 1937)
- Order Lenina (dwukrotnie – 1934 i 1937)
- Order Kutuzowa II klasy
- Order Wojny Ojczyźnianej I klasy (1985)
- Order Czerwonego Sztandaru Pracy (trzykrotnie – 1964, 1971 i 1977)
- Order Czerwonej Gwiazdy (trzykrotnie)
- Order Przyjaźni Narodów (1984)
- Nagroda Państwowa ZSRR (1984)

I medale.